# Samuel Heinrich Fröhlich
Samuel Heinrich Fröhlich (* 4. Juli 1803 in Brugg, Aargau; † 15. Januar 1857 in Strassburg) war ein Schweizer reformierter Pfarrer und ab 1832 der Begründer der Evangelischen Täufergemeinden (auch «Neutäufer», «Fröhlichianer» oder «Nazarener» genannt).

## Leben
Fröhlich war ein Sohn des Gerbers und Sigristen Samuel Fröhlich und seiner Frau Gottliebin, geborene Berger. Er war ein Vetter des Abraham Emanuel Fröhlich und des Friedrich Theodor Fröhlich. Sie entstammten der Hugenottenfamilie De Joyeux. Er besuchte die Stadtschulen in Brugg und das Gymnasium Carolinum in Zürich. Während seinem Studium der evangelischen Theologie in Zürich und Basel wurde er zuerst vom Theologieprofessor Wilhelm Martin Leberecht de Wette beeinflusst, und er kam mit der Christentumsgesellschaft in Kontakt. Durch den Seelsorger Theophil Passavant angestossen, erlebte Fröhlich 1824 eine Bekehrung und wandte sich danach der Herrnhuter Brüdergemeine und den Ideen von François Fénelon zu.
Nach seinem Abschluss 1827 war er kurze Zeit Hauslehrer in Feuerthalen und Vikar in Wagenhausen. Von 1828 bis 1830 war er im Dienst der Reformierten Kirche des Kantons Aargau zuerst als Vikar und dann als Pfarrverweser in der Gemeinde Leutwil. Dort wurde er durch seine Erweckungspredigten bekannt, er hielt auch Privatversammlungen ab, er taufte insgesamt 38 erwachsene Personen und weigerte sich, die Kinder nach einem rational geprägten Lehrmittel zu unterrichten. Im Oktober 1830 wurde er deswegen vom kirchlichen Dienst abgesetzt und im Frühling 1832 ausgeschlossen, nachdem eine erste Gemeinschaft von Taufgesinnten entstanden war.
Er wurde Missionar einer englischen Kontinental-Gesellschaft für die Schweiz, und beeinflusst von englischen Baptisten empfing er 1832 in Genf durch Ami Bost des Genfer Réveil die Glaubenstaufe. Nach nur vier Jahren Verkündigungsdienst in der Deutschschweiz waren 14 Gemeinden mit 427 Getauften entstanden, die zuerst Fröhlichianer genannt wurden. Eine freikirchliche Bewegung mit Versammlungszentrum in Hauptwil, Thurgau, war entstanden, die sich in der ganzen Deutschschweiz, in Frankreich, in Deutschland, in Osteuropa (besonders in Ungarn; Nazarénusok) und in den USA ausbreitete, wo sie den Namen Apostolic Christian Church annahm.
Nachdem er von den schweizerischen Behörden wegen seiner Tauflehre unter Druck gesetzt und ausgewiesen worden war, siedelte er 1844 nach Strassburg über. Zudem wurde dort 1846 seine 1836 geschlossene Ehe anerkannt. Trotz Krankheit entfaltete er weiterhin evangelistische Tätigkeiten, korrespondierte mit vielen Personen und führte im Elsass und in Baden Versammlungen durch. Bei seinem Tod 1857 hinterliess er über vierzig Gemeinden.

## Familie
1836 heiratete er Susette Brunschweiler, eine Tochter des Johann Joachim Brunschweiler. Die reformierte Kirche im Aargau erkannte diese Ehe nicht an, was später zu einem Auslöser der zivilen Trauung wurde. Er lebte also in wilder Ehe und seine Kinder galten als unehelich.

## Lehre und Kritik
Bereits als reformierter Pfarrer in Leutwil begann er gegen das antichristliche Staatskirchentum zu polemisieren. Er liess nur noch die Glaubenstaufe gelten, die er zugleich als geistliche Wiedergeburt verstanden haben wollte. Er forderte von den Gläubigen eine Glaubensgerechtigkeit, die sich in einem geheiligten Leben zeigen musste, und unterstützte Wehrdienstverweigerung aus Gewissensgründen. Er strebte eine reine Gemeinde an, wozu er eine strenge Gemeindezucht als notwendig erachtete. Eigenwillig grenzte er sich von anderen christlichen Gemeinden ab, und seine Bewegung war zunehmend auf ihn fixiert und erstarrte nach seinem Tod in einer gewissen gesetzlichen Enge und im Konservativismus. Erst nach dem Zweiten Weltkrieg erfolgte eine Öffnung der Gemeinden zu anderen Organisationen hin und eine Abkehr von Fröhlich als überragender Gründerfigur.

## Schriften
- Ein Wort über das Verhältnis der bekehrten Gläubigen zur Staatskirche und der Staatsreligion zum Evangelium Jesu Christi, 1834.
- Das Geheimnis der Gottseligkeit und das Geheimnis der Gottlosigkeit, 1838.
- Abhandlung über die Ehe überhaupt und meine Ehe insbesonders betrachtet, 1842.
- Die Errettung des Menschen durch das Bad der Wiedergeburt und die Erneuerung des heiligen Geistes, 1847.
- Einzelne Briefe und Betrachtungen aus dem Nachlasse von Samuel Heinrich Fröhlich VDM, 1898.